# Włóki (województwo kujawsko-pomorskie)
Włóki – (niem. Weichselort) wieś sołecka w Polsce, położona w województwie kujawsko-pomorskim, w powiecie bydgoskim, w gminie Dobrcz.

## Podział administracyjny
| SIMC    | Nazwa         | Rodzaj |
| ------- | ------------- | ------ |
| 0084563 | Chełmszczonka | część  |
| 0084570 | Hutna Wieś    | wieś   |
| 0084557 | Włóki         | wieś   |

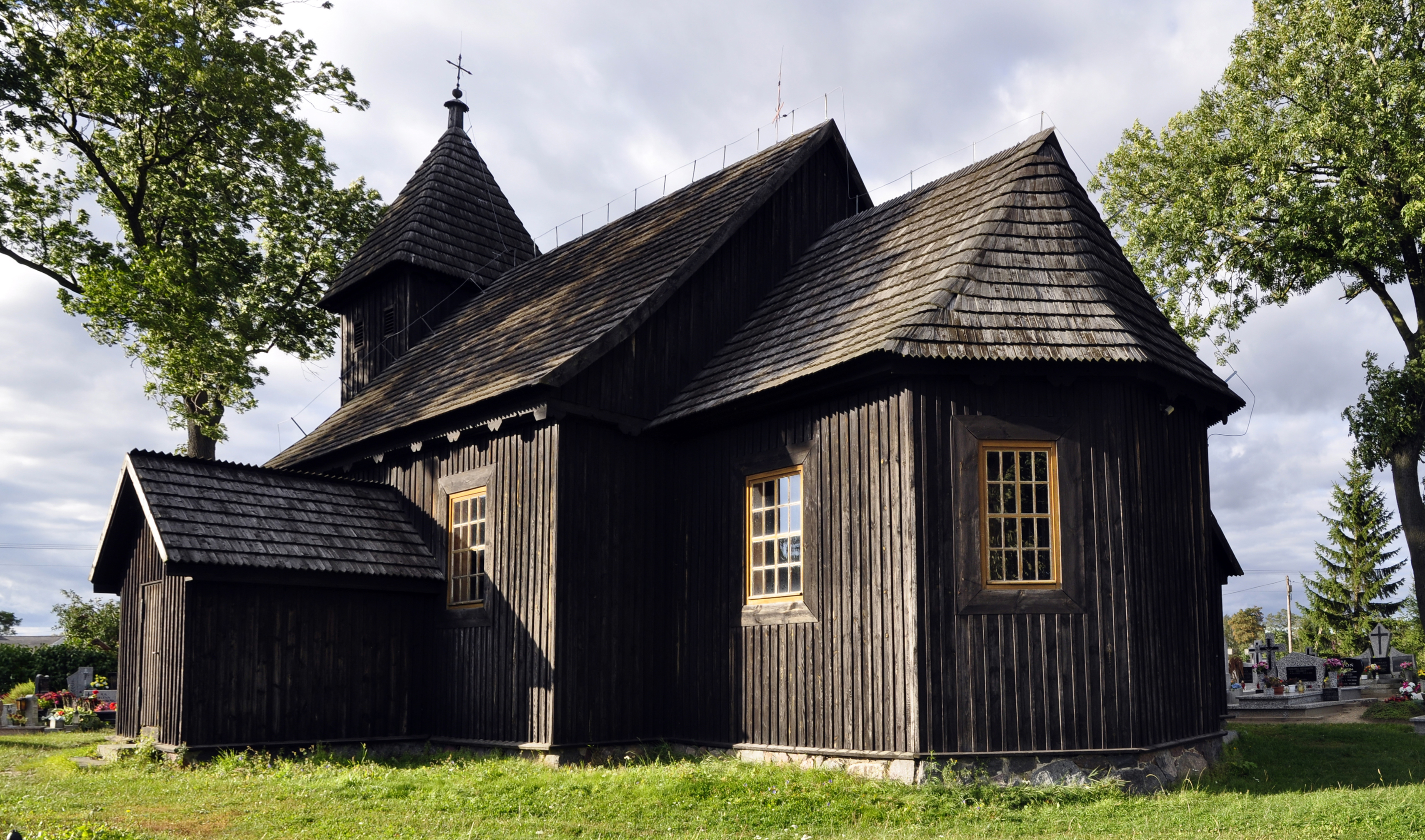
Kościół filialny pw. św. Marii Magdaleny (1699 r.) we Włókach - najstarszy kościół drewniany w powiecie bydgoskim

W latach 1975–1998 miejscowość należała województwa bydgoskiego. 

## Położenie
Wieś Włóki położona jest ponad 21 km na północny wschód od centrum Bydgoszczy, przy trakcie gdańskim.

## Etymologia
Nazwa wsi wskazuje na jej rolniczy charakter. Włóka stanowiła jednostkę miary powierzchni gruntu rolniczego równą 30 morgom, czyli 16,8 ha. Tak, więc włóka oznacza ziemię o tej powierzchni. W przeszłości spotkać można było także nazwy tej wsi takie jak: Sucow, Włoki, Włęki, Wlaky.

## Demografia
Według danych Urzędu Gminy Dobrcz (31 grudnia 2023 r.) sołectwo liczyło 315 mieszkańców.
| Miejscowość   | Liczba mieszkańców |
| ------------- | ------------------ |
| Chełmszczonka | 6                  |
| Hutna Wieś    | 82                 |
| Włóki         | 227                |

## Historia
Początki samej wsi można odnaleźć w procesach osadniczych na tym terenie związanych z wyodrębnieniem dóbr biskupstwa włocławskiego przekazanych kanonika katedralnym. Teren, na którym powstała parafia włócka należał ongiś do kasztelani wyszogrodzkiej. Poświadczenie Włók do terytorium wyszogrodzkiego odnaleźć można w dokumencie kasztelana bydgoskiego. Wzmianki o Włókach pojawiały się w latach: 1256, 1286 i 1289. W 1280 roku Włóki są wymienione w układzie wyrażającym zgodę na dożywotnie władanie przez Mszczuja II kasztelanią wyszogrodzką. Włóki jako wieś lokowana była na prawie polskim. W 1315 roku wieś ta uzyskała Schematismus der Geistlichkeit des Bisthums von Culm für das Jahr 1848, Culm 1848 zezwolenie na lokację na prawie niemieckim, natomiast sołectwo we wsi datowane jest na rok 1345. W 1489 roku lustracja poradlnego wykazała we wsi 6,5 łanów osiadłych, 4 łany sołtysie i pewną ilość łanów pustych.
W XIII wieku wieś stanowiła własność klasztoru koronowskiego. Prawa własności były jednak naruszane przez okoliczne rycerstwo. W 1305 roku dowiadujemy się, że książę Przemysław Ziemomysław na prośbę opata byszewskiego przywrócił klasztorowi część Trzęsacz zajętą przez najeźdźców. Należy się domyślać, że owymi najeźdźcami byli właściciele Gądecza. W 3 lata po tych zajściach (rok 1308) urzędnicy książęcy dokonali limitacji dóbr między Trzęsaczem a Gądeczem. Potwierdzenie przynależności dóbr Włóki “ine district Bydgostiensi” do klasztoru koronowskiego potwierdza rejestr pogłównego z roku 1583. Wieś w 2. połowie XVI wieku obejmowała 15,5 łana. Nie są to dane zbyt dokładne, gdyż według “Inwentarza dóbr klasztoru koronowskiego 1564-1565” wieś miała 31 łanów: 12 gospodarstw po 2 łany, 1 gospodarstwo 3-łanowe i 1 sołectwo 4-łanowe.
W 1772 roku wieś znalazła się w zaborze pruskim, pozostając pod pruskim panowaniem do końca pierwszej wojny światowej. Wyjątek stanowił tu okres Księstwa Warszawskiego. W wyniku decyzji wersalskich Włóki znalazły się w obrębie niepodległego państwa polskiego. Warto podkreślić tu wpływ sytuacji geopolitycznej po aneksji tych ziem przez Prusy. Polityka pruska spowodowała zmianę w sytuacji narodowościowej tych ziem. Okolice Bydgoszczy zaczęły zapełniać się kolonistami niemieckimi. Temu zjawisku towarzyszyła także zła sytuacja ludności polskiej prześladowanej w ramach germanizacji. Repolonizacja tych ziem zaczęła się po Wielkiej Wojnie (1914-1918). Z okresu zaborów mamy szczegółowe dane o strukturze narodowościowo-wyznaniowej Włók. W roku 1894 wieś ta liczyła 236 mieszkańców, z czego 194 osoby były katolikami. Nie posiadamy z tego okresu danych o ludności ewangelickiej we Włókach jednak możemy się domyślać jej istnienia z racji dużej reprezentacji ewangelików w okolicznych osadach. Nawet do około 50%, jak to miało miejsce w Trzęsaczu. W tym wypadku struktura wyznaniowa ma wyraźne przełożenie na strukturę narodowościową.
W XIX wieku Włóki obejmowały obszar 491 ha. W tym czasie podobnie jak w wiekach wcześniejszych ludność trudniła się niemal w 100% rolnictwem. Wojny światowe podobnie jak w całym kraju były dla Włók okresem strat. Wielu mieszkańców zmuszonych było walczyć w obcych armiach. Po roku 1945 zmieniła się ostateczni struktura wyznaniowa i narodowościowa wsi. Włóki uległy repolonizacji. Czasy powojenne zmieniły także położenie ludności. Wiele osób zaczęło pracę w PGR i dynamicznie rozwijającej się Bydgoszczy. Obecnie ludność tej wsi w coraz większym stopniu jest zależna od pracy w mieście.
Na terenie wsi zlokalizowany jest nieczynny cmentarz ewangelicki.

## Zabytki
Według rejestru zabytków NID na listę zabytków wpisany jest drewniany kościół parafialny pw. św. Marii Magdaleny z XVII w., nr rej.: A/777 z 8.06.1955; w latach 2017-2018 podany renowacji.

## Miejsce pamięci narodowej
Na skrzyżowaniu drogi krajowej nr 5 i wojewódzkiej nr 256 znajduje się miejsce pamięci narodowej w formie cmentarza wojennego oraz pomnika. W tym miejscu 3 września 1939 roku stoczono całodzienną walkę, w której poległo ok. 90 żołnierzy 23 pułku piechoty z Włodzimierza Wołyńskiego, a ok. 300 zostało rannych. Wojska niemieckie, atakujące wtedy od rana, do godz. 16 nie zdołały przerwać polskiej linii obrony. Dopiero wtedy, nadchodząc z lewej flanki, zagrozili oskrzydleniem polskich obrońców, co spowodowało wydanie rozkazu do odwrotu na południe. Wówczas jeden z żołnierzy, uzbrojony w karabin maszynowy zajął stanowisko na drzewie i osłaniał ogniem odwrót towarzyszy. Wykonał swoje zadanie, przypłacając je życiem.
Poległych żołnierzy pochowano na miejscu obok pomnika. Podczas ekshumacji 25 kwietnia 1947 roku wydobyto z masowych grobów 43 ciała, z których zidentyfikowano 5. Byli to:
- Wacław Ziemlicki (ur. w 1918 we Włodzimierzu),
- Józef Matej (ur. 1915 roku w Zamościu),
- Władysław Majchrowicz (ur. w 1916 roku w Horochowie),
- Piotr Grynkiewicz (ur. w 1905 roku w Łumieńcu),
- Michał Jaremczuk (ur. w 1911 roku w powiecie Włodzimierz),

W styczniu 1945 roku podczas walk zginęło ośmiu żołnierzy 8 pułku piechoty. Byli to:
- st. strzelec Jan Chrzanowski,
- kapral Pech Ritor,
- strzelec Władysław Dziubak,
- strzelec Tomasz Zduniak,
- strzelec Jan Sobota,
- strzelec Antoni Burdziel
- plutonowy Józef Mackiewicz
- kapral Józef Huszcza

Staraniem mieszkańców wsi Włóki, Trzeciewiec, Aleksandrowo, Dobrcz, Borówno, Kotomierz, Nieciszewo, Trzęsacz, Trzebień, Wudzynek i Zalesie dnia 21 września 1947 roku nastąpiło uroczyste odsłonięcie pomnika. Pomnik przedstawia na wysokim cokole żołnierza odzianego w mundur z okresu kampanii wrześniowej, dzierży w dłoni wieniec laurowy, w drugiej zaś sztandar z wizerunkiem Matki Boskiej Częstochowskiej. U dołu umieszczona jest tablica w formie otwartej księgi z tekstem: „Bohaterom walk o niepodległość w latach 1939-1945 – Wdzięczni rodacy gm. Dobrcz w czerwcu 1947 roku”. Nad tablicą umieszczony był stylizowany krzyż walecznych, na którym wznosił się biały orzeł. Został on usunięty przez władze komunistyczne podczas remontu prowadzonego przez Gminę Dobrcz w latach 60. XX wieku i przywrócony w r. 2008.
W 2018, w związku z budową drogi ekspresowej S5, w pobliżu Włók wydobyto z ziemi cztery szkielety poległych polskich żołnierzy, prawdopodobnie służących w składzie II batalionu 23. Pułku Piechoty. Biorąc pod uwagę wysuniętą lokalizację grobu względem zabudowań wsi przypuszcza się, że jeden z nich był ostatnim oborńcą miejscowości w 1939 roku. Szczątki żołnierzy pochowano pod pomnikiem w lipcu 2018. Jednocześnie odkryto też pochówki 11 żołnierzy Wehrmachtu.